# Nhím chống tăng

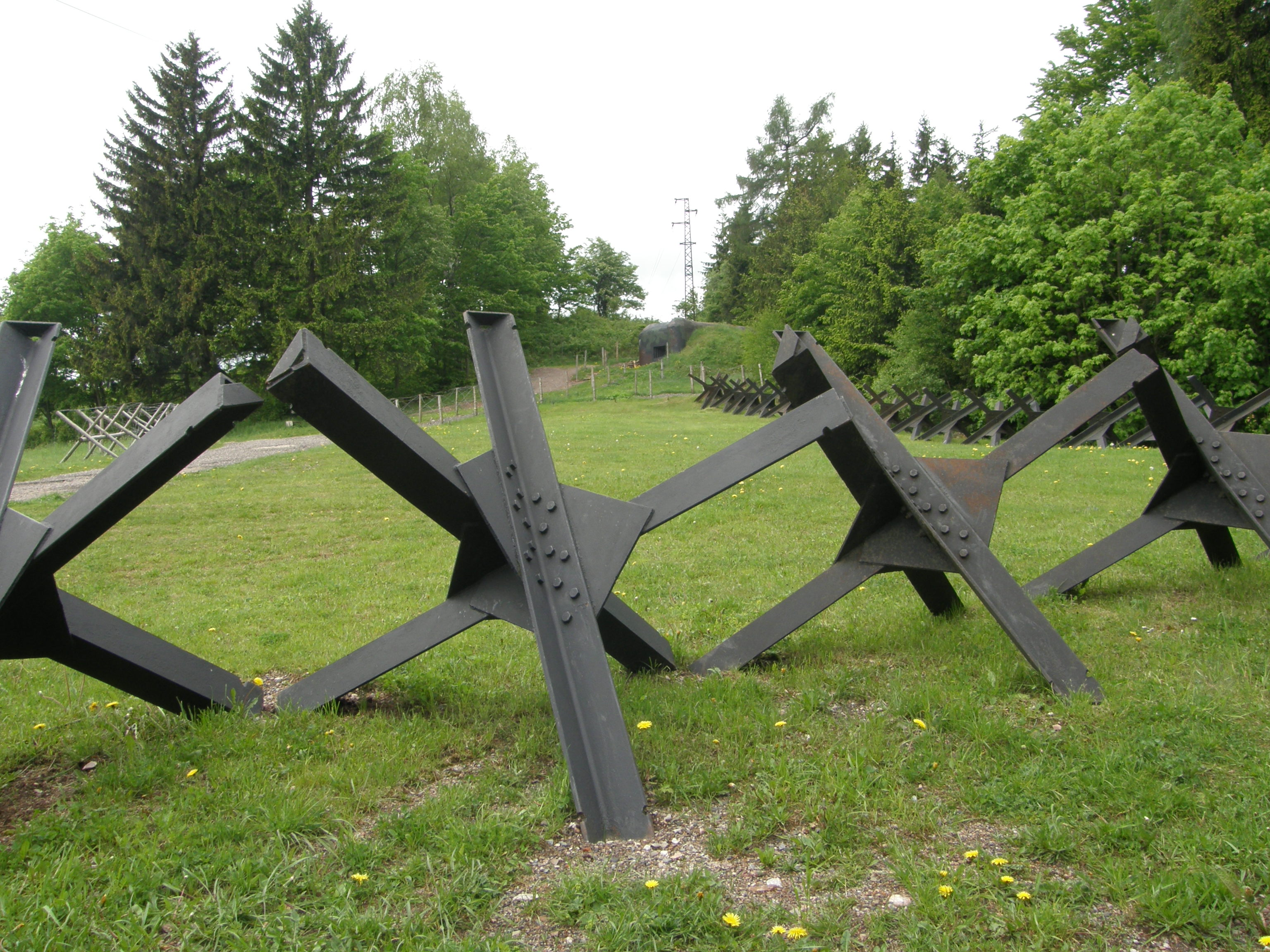
Nhím chống tăng

Nhím chống tăng hay nhím Séc (tiếng Anh: Czech hedgehog; tiếng Séc: rozsocháč hoặc ježek) là một dạng chướng ngại vật chống tăng bất động được làm từ ba dầm góc bằng kim loại hoặc dầm chữ I (có nghĩa là đoạn dầm có tiết diện hình chữ L hay chữ V hoặc hình chữ I). Nhím chống tăng rất hiệu quả trong việc cản đường xe tăng và những phương tiện quân sự (như xe chiến đấu bộ binh) hạng nhẹ hay hạng trung, không cho những phương tiện này chọc thủng phòng tuyến vì những chướng ngại vật này vẫn duy trì chức năng cản đường ngay cả khi bị nghiêng, lật sau một vụ nổ.
Nhím chống tăng thường không được cố định vì nó có thể phát huy tác dụng ngay cả khi bị nghiêng, lật bởi một vụ nổ lớn. Hiệu quả của nhím chống tăng nằm ở kích thước của nó, kết hợp với thực tế là các phương tiện cố gắng cán lên nó để vượt qua rất có thể sẽ bị mắc kẹt (và hư hại) do lăn trên đầu của thanh dưới và nâng xích (hoặc bánh xe) khỏi mặt đất, buộc tổ lái phải đối mặt với lựa chọn di tản trong khi đang bị phục kích hoặc ngồi yên và làm mục tiêu cho vũ khí chống tăng.
Trong cuộc tấn công của Nga vào Ukraina đầu năm 2022, người dân Ukraina đã tham gia chế tạo nhím chống tăng tại nhiều cơ sở dân sự nhằm đẩy lùi bước tiến của quân Nga.

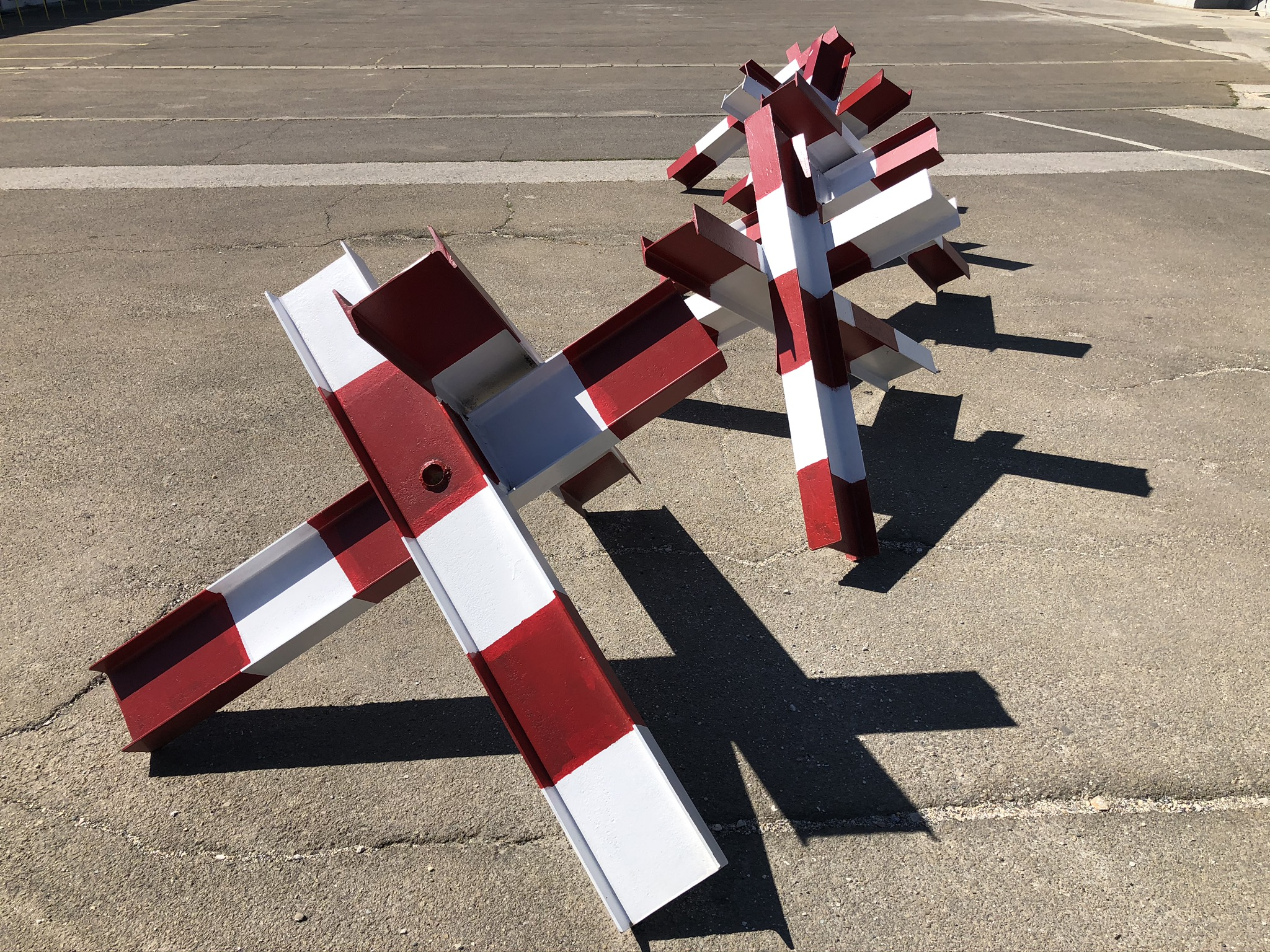
Nhím chống tăng tại căn cứ Carabinieri ở Priština, Kosovo